# Christian Abt
Christian Abt (ur. 8 maja 1967 roku w Kempten im Allgäu) – niemiecki kierowca wyścigowy.

## Kariera
Abt rozpoczął karierę w międzynarodowych wyścigach samochodowych w 1991 roku od startów w Formule ADAC Junior. Uzbierane 129 punktów pozwoliło mu zdobyć tytuł mistrza tej serii. W późniejszych latach Niemiec pojawiał się także w stawce Formel 3 Vereinigung B-Cup, Niemieckiej Formuły 3, Grand Prix Monako Formuły 3, Grand Prix Makau, Masters of Formula 3, ADAC GT Cup, German Supertouring Championship, 24-godzinnego wyścigu Le Mans, Swedish Touring Car Championship, Deutsche Tourenwagen Masters, 24h Nürburgring, Formuły König, Niemieckiego Pucharu Porsche Carrera, VLN Endurance, SEAT Leon Supercopa Germany, ADAC GT Masters oraz Volkswagen Scirocco R-Cup.

## Wyniki w 24h Le Mans
| Rok  | Zespół                | Partnerzy                         | Samochód | Klasa  | Okr. | Poz. | Klasa Pos. |
| ---- | --------------------- | --------------------------------- | -------- | ------ | ---- | ---- | ---------- |
| 1999 | Audi Sport UK Ltd.    | Stefan Johansson Stéphane Ortelli | Audi R8C | LMGTP  | 55   | NU   | NU         |
| 2000 | Audi Sport Team Joest | Michele Alboreto Rinaldo Capello  | Audi R8  | LMP900 | 365  | 3    | 3          |